# Koinonia Presença Ecumênica e Serviço
KOINONIA Presença Ecumênica e Serviço é uma instituição ecumênica fundada em 1994, uma associação civil composta por pessoas de várias tradições religiosas, que presta serviços ao movimento social. Ela possui três sedes: uma no bairro da Glória, na cidade do Rio de Janeiro, outra no Centro, em Salvador, e a última localiza-se na Sé, no centro da cidade de São Paulo. Seus trabalhos são desenvolvidos também em outras localidades do país e fora do Brasil, se associando internacionalmente à Aliança Act Alliance - organização internacional que congrega mais de 145 igrejas e organizações ecumênicas.
A origem de KOINONIA remonta ao Cedi (Centro Ecumênico de Documentação e Informação), organização que funcionou entre 1974 e 1994, na documentação, pesquisa e comunicação de análises e discussões sobre a conjuntura brasileira feita por protestantes e católicos que eram críticos ao governo militar e a postura adotada pelas igrejas. Com o processo de redemocratização do país, o Cedi deu origem a três novas organizações: Ação Educativa, Instituto Socioambiental (ISA) e KOINONIA.
Destacam-se alguns projetos ao longo da atuação da instituição. Entre eles, o Projeto Egbé (do iorubá: "sociedade e o lugar onde ela se reproduz"), uma articulação para responder às desigualdades que atingem a população negra brasileira. O projeto é coordenado pelo antropólogo Rafael Soares de Oliveira, que promoveu em Salvador, no ano de 2000, o seminário intitulado "O Conceito de Territórios Negros".
Na cidade de São Paulo, onde KOINONIA já trabalhara com o enfrentamento à epidemia do HIV/AIDS no Brasil, através do projeto Aids e Igrejas, a organização atuou entre 2014 e 2016 na coordenação do Programa Transcidadania em parceria com a Prefeitura Municipal, sendo responsável pela formação em direitos humanos das beneficiárias do projeto.
É membro fraterno do Conselho Nacional de Igrejas Cristãs do Brasil (CONIC). Possui diversas inserções internacionais relacionadas às organizações ecumênicas, como junto a Act Alliance e ao Conselho Mundial de Igrejas (CMI). 
No Brasil, KOINONIA coordena o Programa de Acompanhamento Ecumênicos na Palestina e Israel, um programa do CMI.